# Departamento de Colonia
Colonia es uno de los diecinueve departamentos que componen la República Oriental del Uruguay. Su capital es Colonia del Sacramento.
Está ubicado al suroeste del país, limitando al norte con Soriano, al noreste con Flores, al este con San José y al sur y oeste con el río Uruguay y el Río de la Plata, que lo separan de la República Argentina. Con 123 203 habitantes en 2011, es el quinto departamento más poblado —por detrás de Montevideo, Canelones, Maldonado y Salto— y con 20,18 hab/km² es el quinto más densamente poblado —por detrás de Montevideo, Canelones, Maldonado y San José—.
Asimismo, cabe destacar que en el departamento de Colonia se encuentra la única frontera seca entre Argentina y Uruguay en la isla Timoteo Domínguez (uruguaya), la cual debido a la sedimentación ocasionada por el río ya se encuentra unida a la isla Martín García (isla argentina rodeada por aguas uruguayas).

## Aspectos históricos

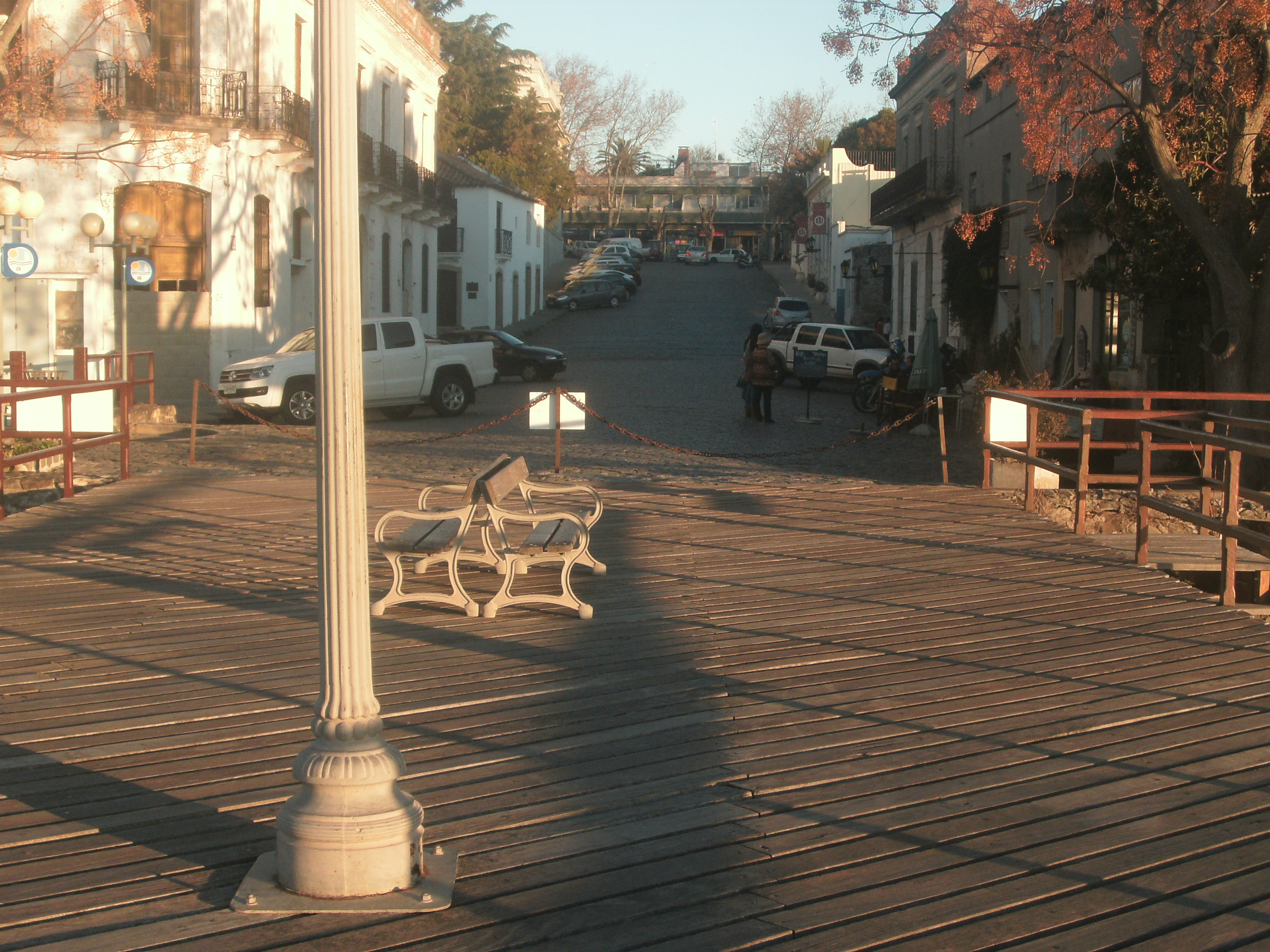
Muelle Colonia del Sacramento.

### La escuadra Drake
Sobre finales de 1570, el pirata inglés, Francis Drake, navegaba en el Río de la Plata, cuando en territorio del actual departamento, se pierde un barco de la escuadra  cayendo como prisionero de los indios charrúas, un sobrino o primo hermano de Francis cuyo nombre era John Drake, quien es mantenido como esclavo por dichos indios por más de un año. A finales de 1580 John Drake, un marino francés y otro inglés toman una canoa indígena y cruzan a remo el Río de la Plata rumbo a la recién fundada Buenos Aires. La llegada debió ser una escena dantesca: estos tres hombres descalzos, con sus ropas completamente gastadas, semidesnudos, después de haber convivido con cazadores-recolectores del actual Uruguay, deciden entregarse a las autoridades del Imperio español. La vida de esclavo que llevarían debió ser muy penosa para decidir entregarse, a sabiendas lo que iría a suceder.
Los corsarios fueron rápidamente encarcelados, posteriormente enviados a Asunción y luego al tribunal de la inquisición en Perú. Tras su interrogatorio, John Drake fue juzgado y condenado a una vida de cautiverio. En 1587, un piloto portugués informó de que estaba vivo y bien en Perú. Drake nunca regresó a Inglaterra. La última mención de John Drake en un documento oficial español fue en 1595, durante el juicio de Richard Hawkins y sus compañeros, capturados en el combate naval de la bahía de Atacames (1594).

### La época colonial

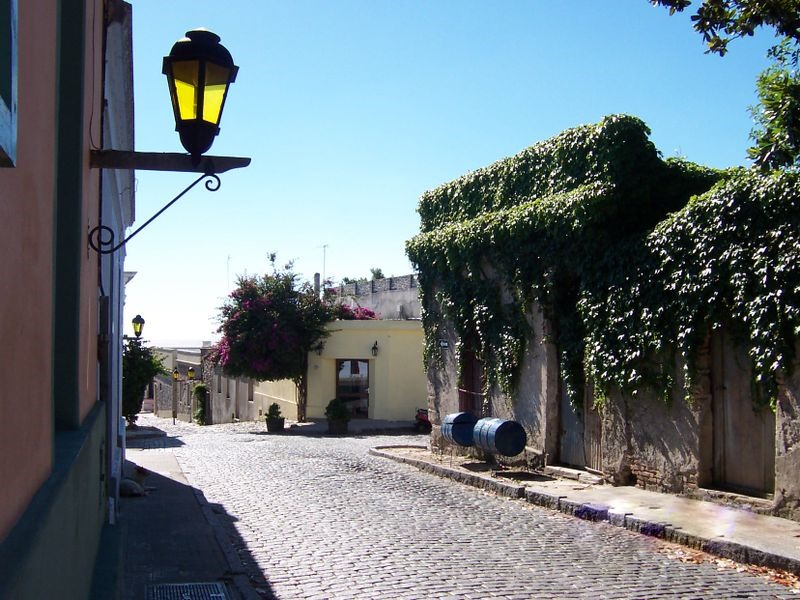
Casco histórico de Colonia del Sacramento.

El departamento es de los seis más antiguos del país junto con Montevideo, Canelones, Soriano, San José y Maldonado, todos fundados el 27 de enero de 1816, a los cuales se les sumaría posteriormente Paysandú, Cerro Largo y Durazno, conformando así los nueve departamentos fundadores al momento de la jura de la Constitución de 1830.
Su capital, Colonia del Sacramento, cuyo casco histórico ha sido declarado Patrimonio de la Humanidad, fue fundada en 1680 por las tropas portuguesas que se asentaron sobre las costas rioplatenses. Para ese entonces, los reinos de España y Portugal se encontraban en una constante e insaciable guerra, puesto a que ambos países procuraban expandir su poderío pasando por alto acuerdos bilaterales.
Como resultado, tanto la ciudad propiamente dicha como el departamento fueron desde sus comienzos, testigos del enfrentamiento bélico a nivel geopolítico más relevante del Río de la Plata.
El emplazamiento fue tomado en varias ocasiones por los españoles, pasando de mano en mano hasta caer nuevamente bajo dominio lusitano y de este al brasileño. A mediados de 1825 en una iniciativa Oriental por devolver la Colonia, junto con todo el territorio de la antigua provincia Oriental, a las Provincias Unidas del Río de la Plata conocida en el actual Uruguay como la cruzada libertadora, la Colonia fue sitiada junto con Montevideo, el 25 de agosto se solicitó por parte de los Orientales que la provincia formara parte de las Provincias Unidas, una vez aceptada la provincia nuevamente al territorio argentino comenzó la Guerra del Brasil, que finalizó en 1828 con la Convención Preliminar de Paz, pasando la Colonia desde ese entonces a formar parte del Estado Oriental del Uruguay, el cual, a su vez, terminaría siendo la actual República Oriental del Uruguay.
Estos sucesos hicieron de la capital coloniense, un crisol de estilos arquitectónicos, edificaciones al estilo colonial típicamente portugués que incluían casas de piedra maciza con tejados de dos a cuatro aguas, en un rico contraste con aquellas viviendas de porte español que preferían el uso de otros materiales y técnicas de construcción como el ladrillo y los techos de azotea.
Colonia del Sacramento fue emplazada sobre la península de San Gabriel, y su casco antiguo comprende tan sólo 12 hectáreas de su extremo occidental, y funciona actualmente como un "Parque Histórico Nacional" en el que se ofrecen visitas guiadas recorriendo museos, fortificaciones y viviendas primitivas.
El plano de la ciudad es también de carácter portugués, y contrasta con el estándar que legislaba en la ley española sobre las Indias, caracterizándose asimismo por sus calles angostas de piedra, que resaltan su tradición militar.

## Geografía

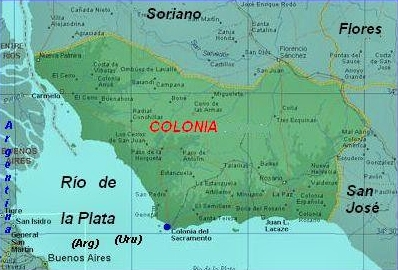
Mapa geográfico de Colonia.

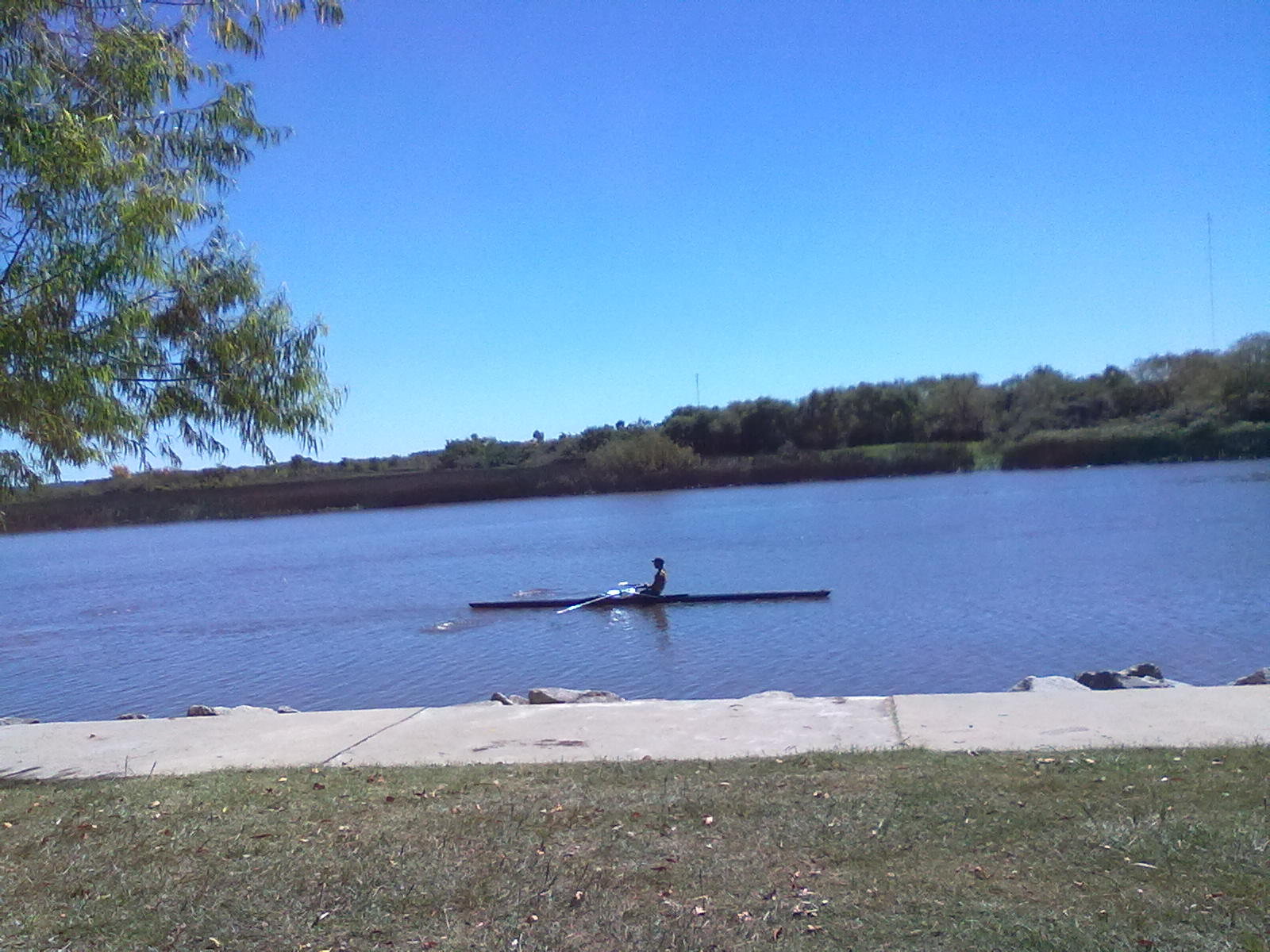
Vista del río.

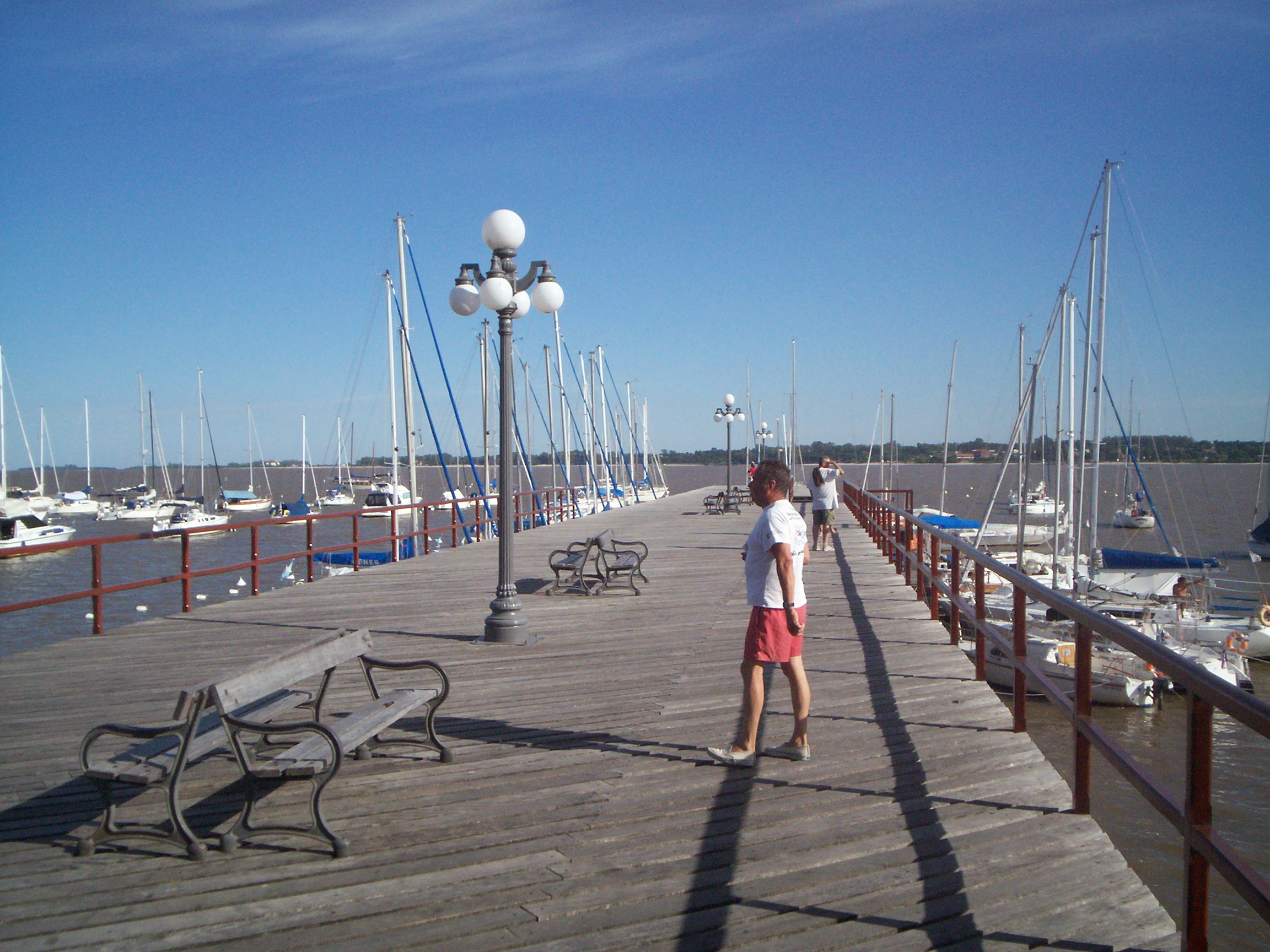
Muelle de Colonia del Sacramento.

Colonia forma parte de la llamada "llanura platense", que se caracteriza por sus tierras bajas, la planicie territorial y las praderas pampeanas bañadas de ríos y arroyuelos que desembocan en el Río de la Plata y sus afluentes.

### Orografía
El suelo coloniense se compone de peñascos que dan lugar a mares de piedra, como es el caso de la sierra del Mal Abrigo. El resto del departamento se constituye de limos, arenas y yacimientos de arcilla. La cuchilla de San Salvador en el límite con Soriano es la más importante en cuanto a relieve de altura.

### Sismicidad
La región responde a la «falla de Punta del Este», con sismicidad baja; y su última expresión se produjo el 5 de junio de 1888 (137 años), a las 3.20 UTC-3, con una magnitud de 5,5 en la escala de Richter (Terremoto del Río de la Plata de 1888).

### Hidrografía
Dispone de un reducido, aunque no menos importante caudal de ríos y arroyos que desembocan, en su mayoría, en el Río de la Plata. Estos son: los ríos Rosario y San Juan, y los arroyos de las Vacas, de las Víboras, Cufré, el Miguelete, el Juan González Grande, el Pichinango, el Riachuelo, el San Luis, el Sauce, el del Sauce y el Tarariras.

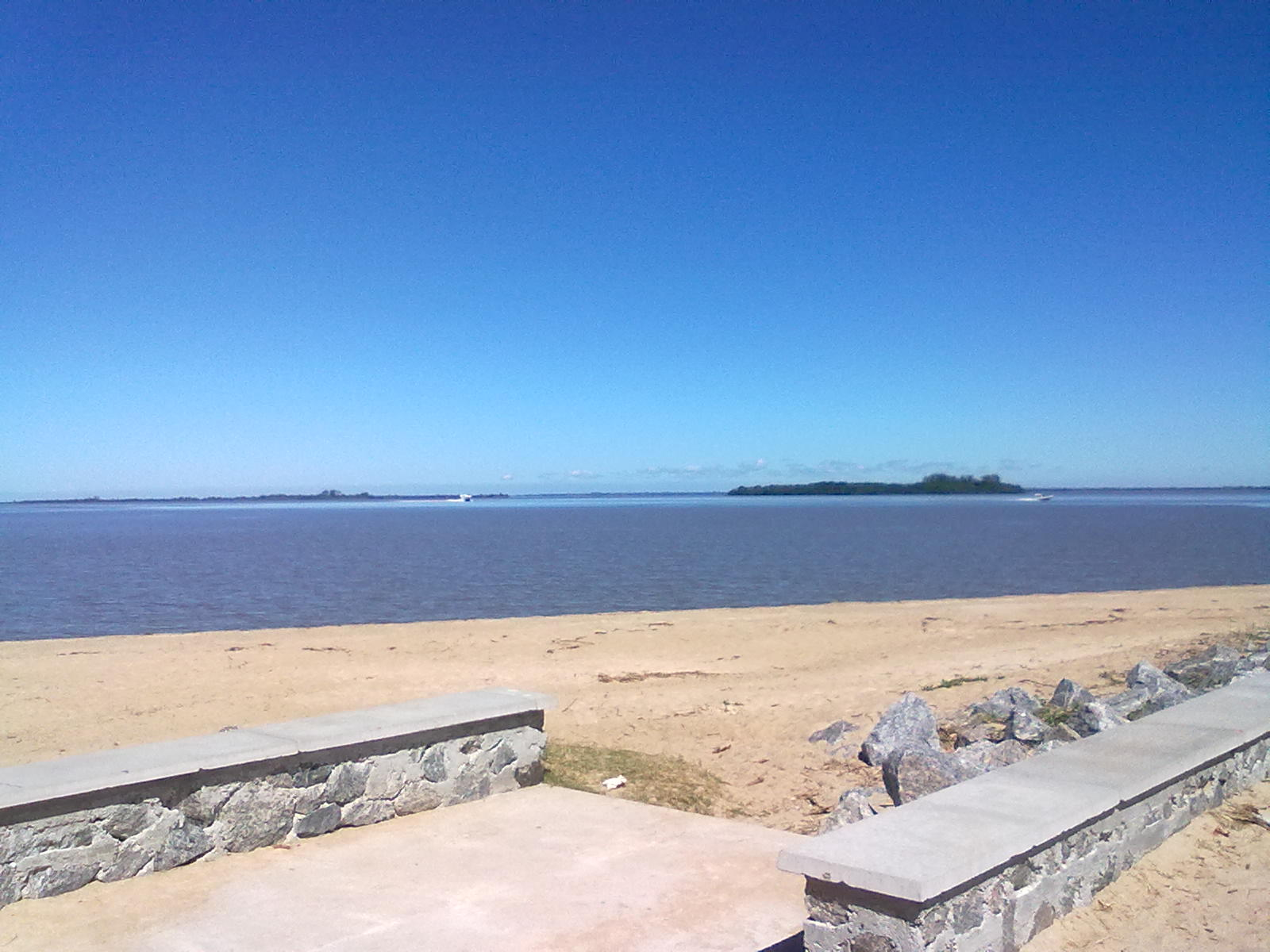
Otra vista del río.

### Clima
El clima es húmedo y templado, con unas temperaturas anuales que se aproximan a los 17 y 18 °C, y un índice de precipitaciones que se estima en torno a 1000 mm de promedio anual. Esta favorable situación, junto a la composición natural de sus suelos, abre paso a la utilización de las praderas gramíneas con destino a la industria ganadera ovina y bovina.

### Flora y fauna
La vegetación es meramente pampeana: pasturas verdes y jugosas, arbustos, árboles de mediana altura (eucalipto, algarrobo, ficus, sauce llorón, ombú, pino, etc.). La fauna se compone de ganado (vacuno, ovino, caballar, porcino), aves de corral, teros, colibríes, benteveos, cotorras de campo, zorrillos, liebres, conejos y ratones silvestres (considerado una plaga).
Sobre el litoral rioplatense se observan distintos tipos de peces, y al famoso delfín del Plata.

### Comunicaciones
Ubicado frente a la costa de la capital argentina, Colonia presenta una posición geográfica privilegiada. A poco menos de 60 km del centro porteño, suele ser un destino turístico común para los residentes en Argentina, en particular durante los fines de semana, feriados o en Semana Santa.[cita requerida] Existen diversas compañías de transporte fluvial que unen los puertos de Colonia y Buenos Aires: Buquebus, Colonia Express y Sea Cat. De la misma forma, Colonia es una vía importante entre destinos de ambos países.
Colonia se conecta con otros departamentos mediante la ruta nacional N.º 1 "Brigadier Manuel Oribe", que nace en Montevideo y llega a Colonia a través del departamento de San José;
la N.º 2 "Grito de Asencio" que nace en Fray Bentos y muere en Rosario; o la N.º 11 "José Batlle y Ordóñez" que procede de Canelones y se interseca con la N.º 1 en la localidad maragata de Ecilda Paullier, a unos pocos kilómetros de Nueva Helvecia; y la ruta nacional n.º 21 "Treinta y Tres Orientales" que conecta la ciudad de Colonia pasando por Carmelo y Nueva Palmira con Mercedes.
La capital departamental dispone de un aeropuerto, el Aeropuerto Internacional de Colonia, que suelen emplear las compañías privadas de vuelo de la región.
La línea férrea que vía San José llegaba a Montevideo, se encuentra clausurada desde 1991, aunque hay proyectos para su reapertura. La línea que bordea el departamento en dirección a Mercedes, cerrada en 1996, se halla en curso de reapertura.
En 2014 fue noticia la existencia de un proyecto para la construcción de un puente entre Colonia y Argentina, que sería el puente fluvial más extenso del mundo. Sin embargo, el proyecto fue desestimado por funcionarios del gobierno uruguayo.

## Medios de comunicación
- Televisión: 
  - Canal 3: repite Canal 4 y produce varios programas propios.
  - Canal 6: repite TNU con muy poco alcance y sin programación propia.
  - Canal 8 Rosario: retransmite íntegramente La Red. Este canal sólo se ve en la zona este del departamento.
  - En el departamento operan la multinacional DirecTV y Cableoperadores de la ciudad de Colonia, Del Faro TV Cable Colonia, de los dueños de Canal 3 y Canal 4 y Telespectáculo Colonia.

- Radio:

AM 550 - CW1 Radio Colonia.
Hay muchas radios en todo el departamento ya sea en AM o FM se calcula que una por localidad.
- Prensa escrita:

"Noticias" Semanario que se reparte en todo el departamento
"La Colonia" Semanario de Colonia del Sacramento
Entre otros de las ciudades más pequeñas, con menos tirada.

## Economía

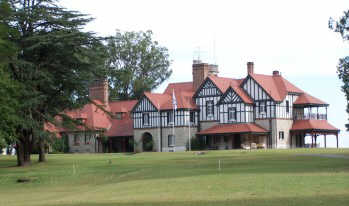
Estancia Anchorena, Colonia.

El departamento es el primero a nivel nacional en cuanto a la producción de lácteos. Se exportan todos sus derivados, ya sea queso (en distintas variedades), manteca, yogur, dulce de leche y crema doble (o nata), entre otros. Por este motivo muchas empresas multinacionales han decidido instalar sus sucursales y explotar la materia prima de la región.
La apicultura viene siendo una tradición desde que llegara un enorme influjo de inmigrantes europeos procedentes de Italia y Suiza, principalmente. Ciudades como Nueva Helvecia, posee quizás la explotación de miel más grande del país. En ella y en otras zonas de Colonia es común encontrar granjas artesanales en donde los turistas y los locales son bienvenidos a degustar las mermeladas, el dulce de leche casero, el queso colonia y una amplia gama de vinos de bodega. 
Además, se cría ganado ovino, vacuno y porcino. 

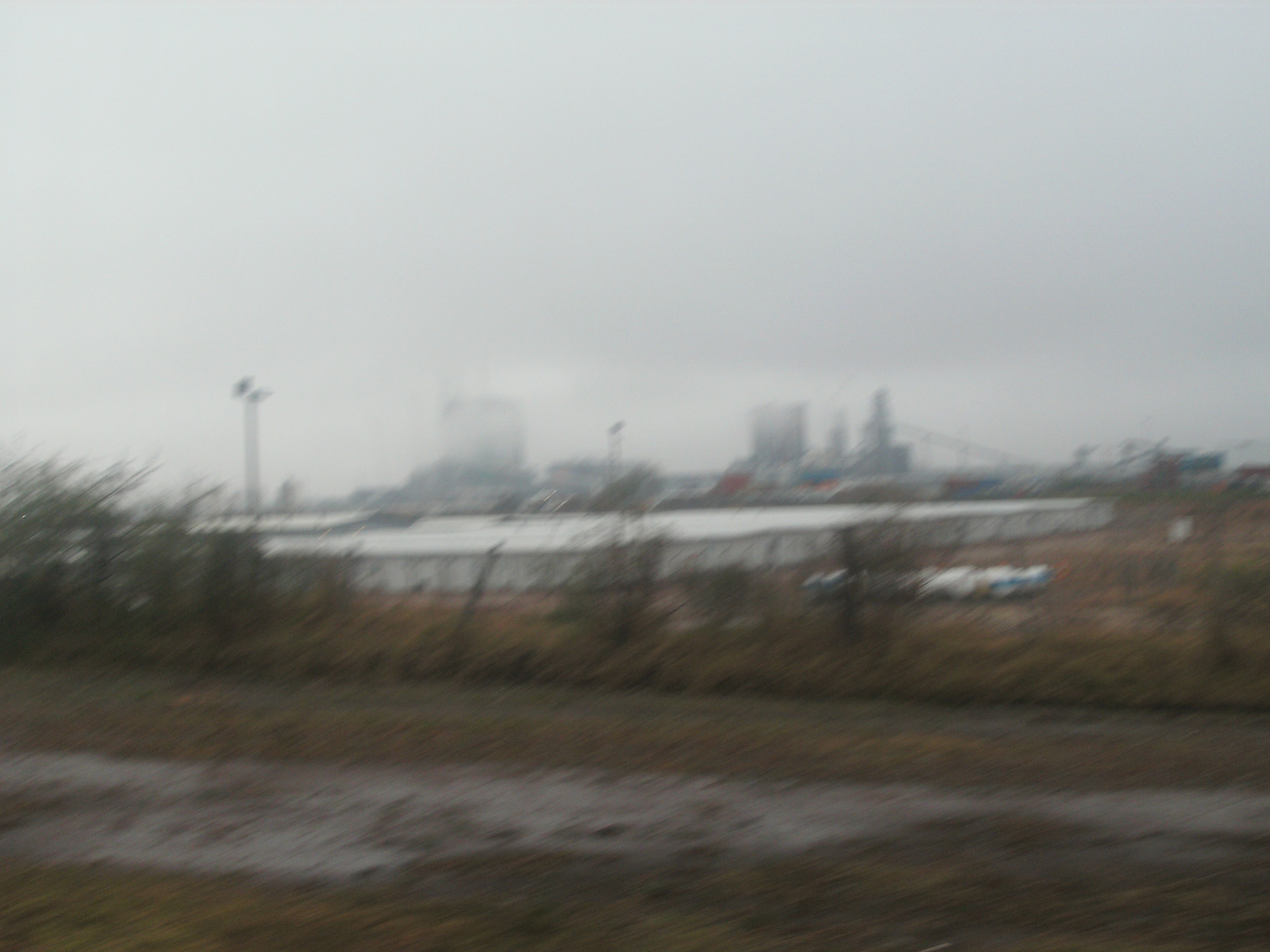
Papelera en Colonia.

La agricultura comprende la plantación y cosecha de maíz, girasol, lino, cebada, trigo, soja, colza, vid, frutos, aceitunas y algunas plantas forrajeras. También hay canteras de talco, calizas y piedras para la construcción. La principal actividad portuaria se concentra en Juan Lacaze, Colonia del Sacramento, Nueva Palmira y Carmelo. La extracción de piedras, las plantas industriales productoras de papel, fibras sintéticas y tejidos, así como los molinos de refinamiento de harina, el astillero y los artículos de aluminio, suponen otro importante ingreso de capital.

## Cultura
Junto a Canelones y Montevideo, Colonia es el tercer departamento con mayor índice de población de origen italo-helvético. Sin embargo, a diferencia de los primeros, la cantidad de sus habitantes es bastante inferior y se hallan dispersos en varios emplazamientos urbanos de menor consideración. Por lo tanto, esto ha favorecido la evolución de pequeñas comunidades desvinculadas del estilo de vida y de las costumbres de otros rincones de Uruguay. Cabe aclarar que no son pueblos desarraigados ni independentistas, sino que, por el contrario, se han adaptado al entorno uruguayo y a sus costumbres sin perder las suyas. Este acontecimiento tiene lugar a fines del siglo XIX y a comienzos del XX, cuando la situación económica de Europa era inestable y numerosas familias buscaban un mejor porvenir en América.
Colonia, dada su condición de puerto, albergó a una considerable masa de inmigrantes de orígenes varios, entre ellos, de Suiza, Italia, Polonia, España, y de Francia y Alemania en menor medida. Con el paso del tiempo se haría notar la influencia extranjera sobre la local, fundándose nuevos pueblos y predios rurales y haciendo cuenta a nuevas tradiciones.
Aunque su lengua materna se ha ido perdiendo con los años en detrimento del español, el legado que han dejado es invaluable, al extremo de que es imposible hablar de Colonia sin hacer referencia a sus quesos suizos (semiduro, el típico "colonia", artesanal, rocquefor, etc.), a sus pizzas, a sus mermeladas caseras, a su gastronomía a base de pescado, salsas italianas y la típica salsa uruguaya, la salsa caruso, pastas (añolotis, ñoquis, sorrentinos), y a su viticultura.
Las ciudades que han sido fundadas por los inmigrantes son: Nueva Helvecia (antes llamada Colonia Suiza), Colonia Valdense y Colonia Piamontesa (creada por ciudadanos oriundos de Piamonte, región del norte de Italia).

## Gobierno
De acuerdo con el artículo 262 de la Constitución de la República, en materia de administración departamental "el Gobierno y Administración de los Departamentos, con excepción de los servicios de seguridad pública, serán ejercidos por una Junta Departamental y un Intendente. Tendrán su sede en la capital de cada departamento e iniciarán sus funciones sesenta días después de su elección".
Además, "el Intendente, con acuerdo de la Junta Departamental, podrá delegar en las autoridades locales el ejercicio de determinados cometidos en sus respectivas circunscripciones territoriales"(...).

### Ejecutivo
La Intendencia municipal es el órgano ejecutivo del departamento. El Intendente es electo de forma directa con cuatro suplentes,por un período de cinco años con posibilidad de reelección.

### Legislativo
La legislatura está ejercida por una Junta Departamental compuesta de 31 ediles, con tres suplentes, que acompañan a las listas electorales y son elegidos de forma democrática. Los ediles son los encargados de proponer reformas municipales, decretos e impuestos, así como cualquier otro proyecto que estimen conveniente coordinar con el Intendente. Estos cumplen la función del Poder Legislativo a nivel departamental.
| Lema             | Sublema                        | Lista           | Edil               |
| ---------------- | ------------------------------ | --------------- | ------------------ |
| Partido Nacional | Activá Colonia                 | 12              | Luis López         |
| Partido Nacional | Activá Colonia                 | 12              | Ana Mederos        |
| Partido Nacional | Activá Colonia                 | 12              | Emilio Della Santa |
| Partido Nacional | Activá Colonia                 | 128             | Alejandro Brusco   |
| Partido Nacional | Activá Colonia                 | 128             | Roberto Calvo      |
| Partido Nacional | Activá Colonia                 | 2828            | Eduardo Helbling   |
| Partido Nacional | Activá Colonia                 | 2828            | Sergio Berton      |
| Partido Nacional | Nuestra propuesta para Colonia | 3904            | Alejandro Fioroni  |
| Partido Nacional | Nuestra propuesta para Colonia | 3904            | Belén Pizarro      |
| Partido Nacional | Nuestra propuesta para Colonia | 3904            | Martín Manitto     |
| Partido Nacional | Nuestra propuesta para Colonia | 3904            | Félix Osinaga      |
| Partido Nacional | Nuestra propuesta para Colonia | 9904            | Luis Garat         |
| Partido Nacional | Nuestra propuesta para Colonia | 9904            | Horacio Neves      |
| Partido Nacional | Nuestra propuesta para Colonia | 1919            | Julio Basanta      |
| Partido Nacional | Todos por Colonia              | 2025            | Ariel Mezzacappa   |
| Partido Nacional | Todos por Colonia              | 19              | Walter Zimmer      |
| Partido Nacional | Colonia para adelante          | 40              | Felipe Durán       |
| Partido Nacional | Colonia nuestro lugar          | 6904            | Óscar Latorre      |
| Partido Nacional | Colonia Wilsonista             | 4904            | Daniel Geymonat    |
| Frente Amplio    | Derecho al futuro              | 609             | Mónica Rivero      |
| Frente Amplio    | Derecho al futuro              | 609             | Pablo Cruz         |
| Frente Amplio    | Derecho al futuro              | 609             | Lucy Prendes       |
| Frente Amplio    | Derecho al futuro              | 609             | Javier Sallé       |
| Frente Amplio    | Derecho al futuro              | 93              | Magdalena Fuentes  |
| Frente Amplio    | Derecho al futuro              | 212195 / 212095 | Ariel Beltrán      |
| Frente Amplio    | Unidad para los cambios        | 1001            | Carlos Fernández   |
| Frente Amplio    | Unidad para los cambios        | 95808 / 738     | Emmanuel Martínez  |
| Frente Amplio    | Sumemos espacio Uruguay        | 90 / 9090       | Federico Olaverry  |
| Frente Amplio    | Sumemos espacio Uruguay        | 2040 / 949      | Pedro Leizagoyen   |
| Frente Amplio    | Compromiso sumemos, Uruguay    | 711 / 1711      | Daniel Almada      |
| Partido Colorado | Vamos Colonia                  | 1010            | Malvina Sarett     |

### Municipios

Mapa de los municipios del departamento de Colonia hasta 2018.
1- Municipio de Carmelo;
2- Municipio de Colonia Valdense;
3- Municipio de Florencio Sánchez;
4- Municipio de Juan Lacaze;
5- Municipio de La Paz;
6- Municipio de Colonia Miguelete;
7- Municipio de Nueva Helvecia;
8- Municipio de Nueva Palmira;
9- Municipio de Ombúes de Lavalle;
10- Municipio de Rosario;
11- Municipio de Tarariras;
12- Municipio de Conchillas;
13- Municipio de Cufré.

El departamento cuenta con trece municipios, que cubren una vasta área. El resto del territorio departamental no municipalizado se encuentra bajo la administración exclusiva de la intendencia departamental.
En cumplimiento de las leyes N.º 18567 del 13 de septiembre de 2009 y N.º 18653 del 15 de marzo de 2010, fueron creados los 6 primeros municipios en el departamento de Colonia. Estos municipios son: Carmelo, Juan Lacaze, Nueva Helvecia, Rosario, Nueva Palmira y Tarariras.
Posteriormente, a iniciativa de la Intendencia de Colonia y a través de la aprobación del Decreto departamental N.º 014/2013 del 22 de marzo de 2013, fueron creados tres nuevos municipios en el departamento. Estos son:015
Ombúes de Lavalle, Florencio Sánchez, Colonia Valdense.
Cinco años después, y por medio de los decretos departamentales N.º 029/2018 y N.º 030/2018, fueron creados los municipios de La Paz (Colonia Piamontesa) y Miguelete, respectivamente.
En 2022, por decreto 015/2022 de la Junta departamental de Colonia fueron creados dos nuevos municipios en las localidades de Conchillas y Cufré, cuyo funcionamiento se efectiviza a partir de 2025.
| Mapa | Municipio         | Superficie (km²) | Población (2011) | Sede              |
| ---- | ----------------- | ---------------- | ---------------- | ----------------- |
|      | Carmelo           | 390,2            | 19 609           | Carmelo           |
|      | Colonia Valdense  | 147,4            | 4535             | Colonia Valdense  |
|      | Colonia Miguelete | sin datos        | sin datos        | Colonia Miguelete |
|      | Conchillas        | sin datos        | sin datos        | Conchillas        |
|      | Cufré             | sin datos        | sin datos        | Cufré             |
|      | Florencio Sánchez | 295,6            | 4040             | Florencio Sánchez |
|      | Juan L. Lacaze    | 107,3            | 13 635           | Juan L. Lacaze    |
|      | La Paz            | sin datos        | sin datos        | La Paz            |
|      | Nueva Helvecia    | 95,1             | 11 024           | Nueva Helvecia    |
|      | Nueva Palmira     | 126,8            | 10 063           | Nueva Palmira     |
|      | Ombúes de Lavalle | 397,8            | 3390             | Ombúes de Lavalle |
|      | Rosario           | 230,2            | 11 161           | Rosario           |
|      | Tarariras         | 484,4            | 7788             | Tarariras         |

## Demografía
Conforme al censo de 2004, había un total de 119 266 personas y 40 243 viviendas en el departamento. El hogar promedio era de un 3,2, y cada 100 mujeres había 96,7 hombres. Asimismo, según estimaciones realizadas por el Instituto Nacional de Estadística (INE) de Uruguay, Colonia, al igual que el resto del país, experimenta un crecimiento casi nulo, por lo que las cifras hacen suponer que para comienzos de 2015, habrá 120 196 personas en su territorio.
- Tasa de crecimiento poblacional: 0,448 % (2005)
- Tasa de natalidad: 15,05 nacimientos/1000 habitantes (2009)
- Tasa de mortalidad: 9,97 bajas/1000 habitantes
- Edad promedio: 33,5 (32,5 hombres, 34,6 mujeres)
- Esperanza de vida al nacer (2011):

- Promedio de hijos por familia: 2,19 hijos/mujer
- Ingreso urbano per cápita (en ciudades de 5000 o más habitantes): 13 096,4 pesos uruguayos/mes (año 2012).[25]

Crecimiento de la población (en habitantes):
- 1852: 7971
- 1860: 13 349
- 1908: 54 644
- 1963: 105 276
- 1975: 111 832
- 1985: 112 717
- 1996: 120 241
- 2004: 119 266
- 2011: 123 203
- 2023: 135 797

### Localidades del departamento

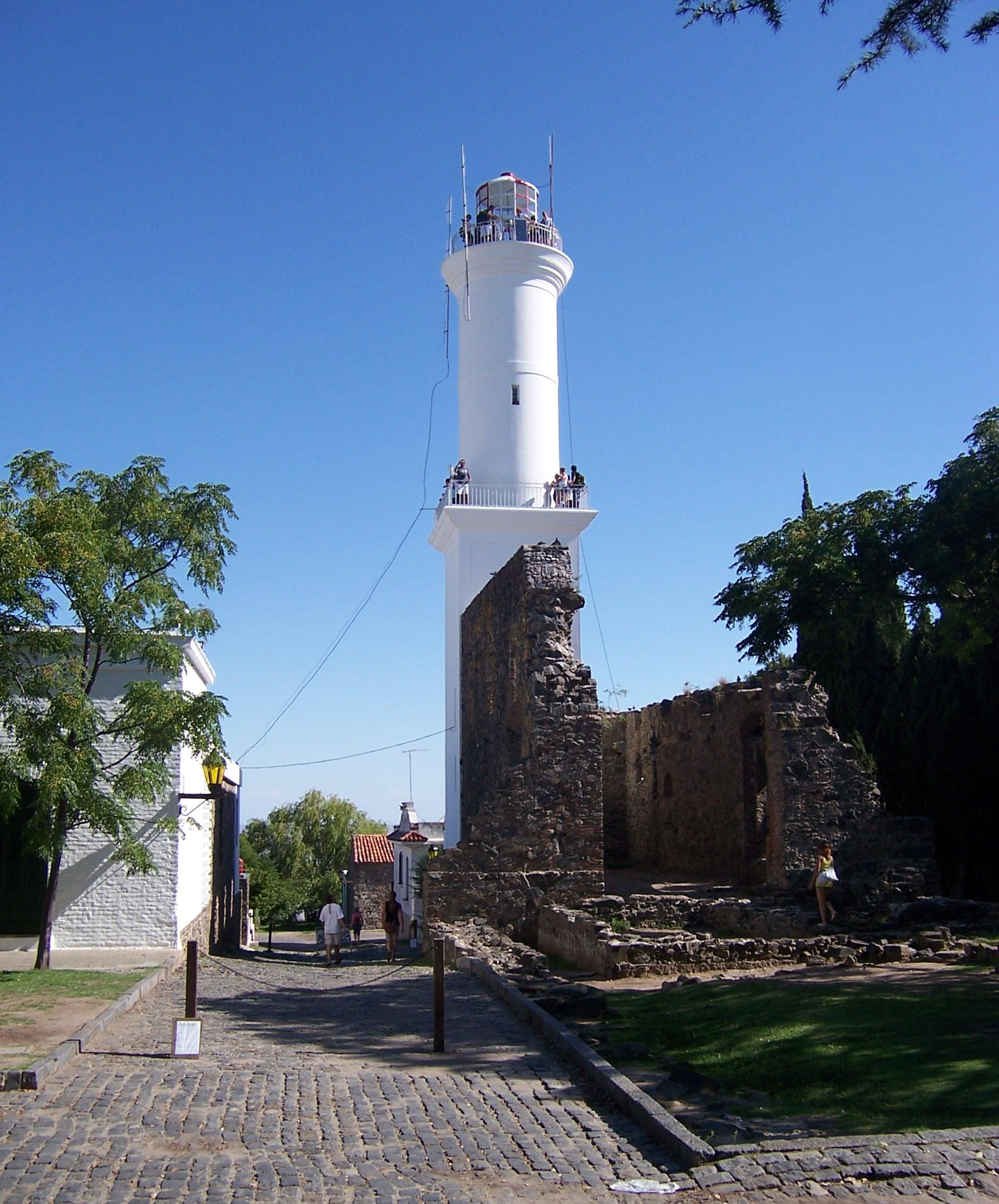
Colonia del Sacramento, capital departamental.

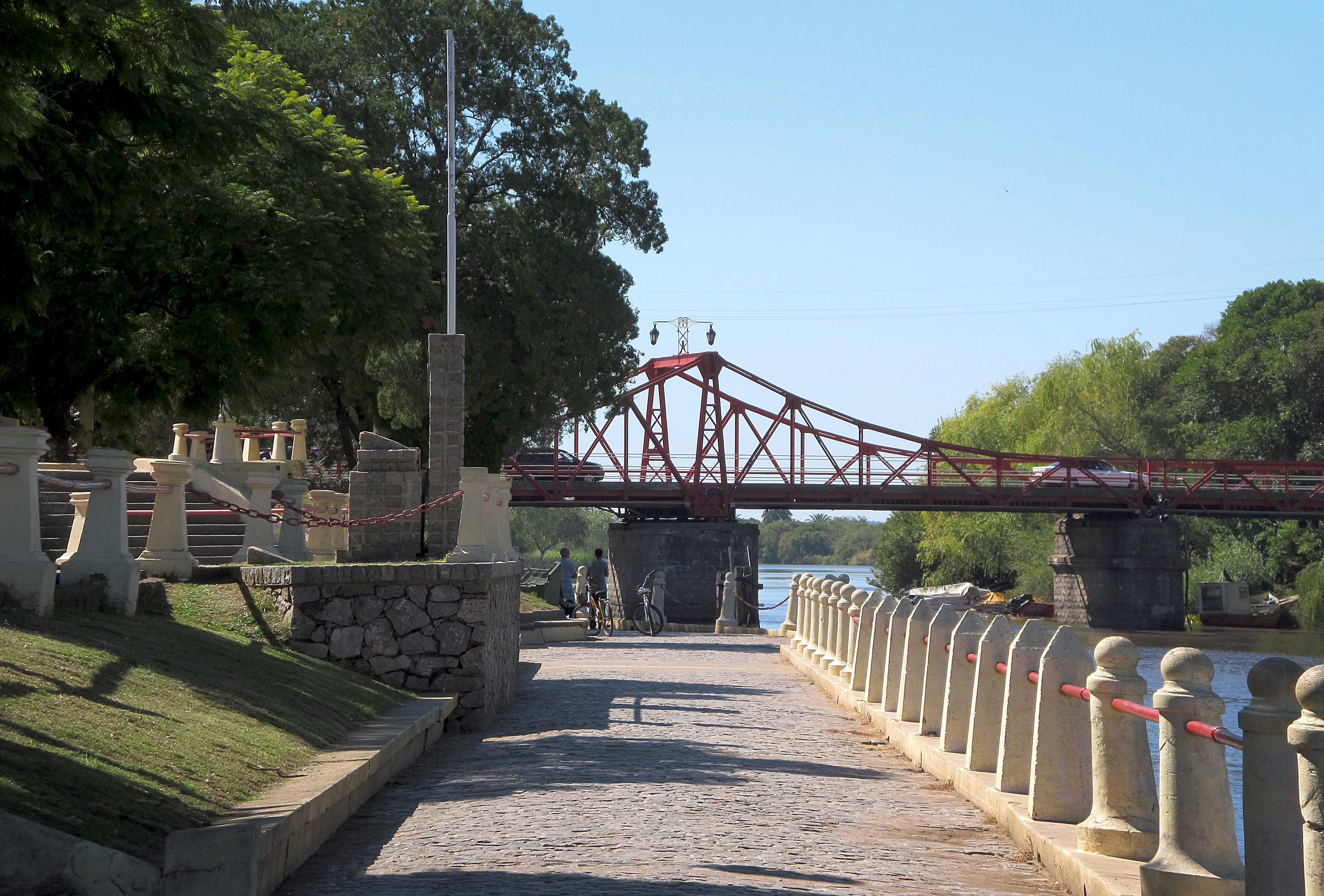
Localidad de Carmelo.

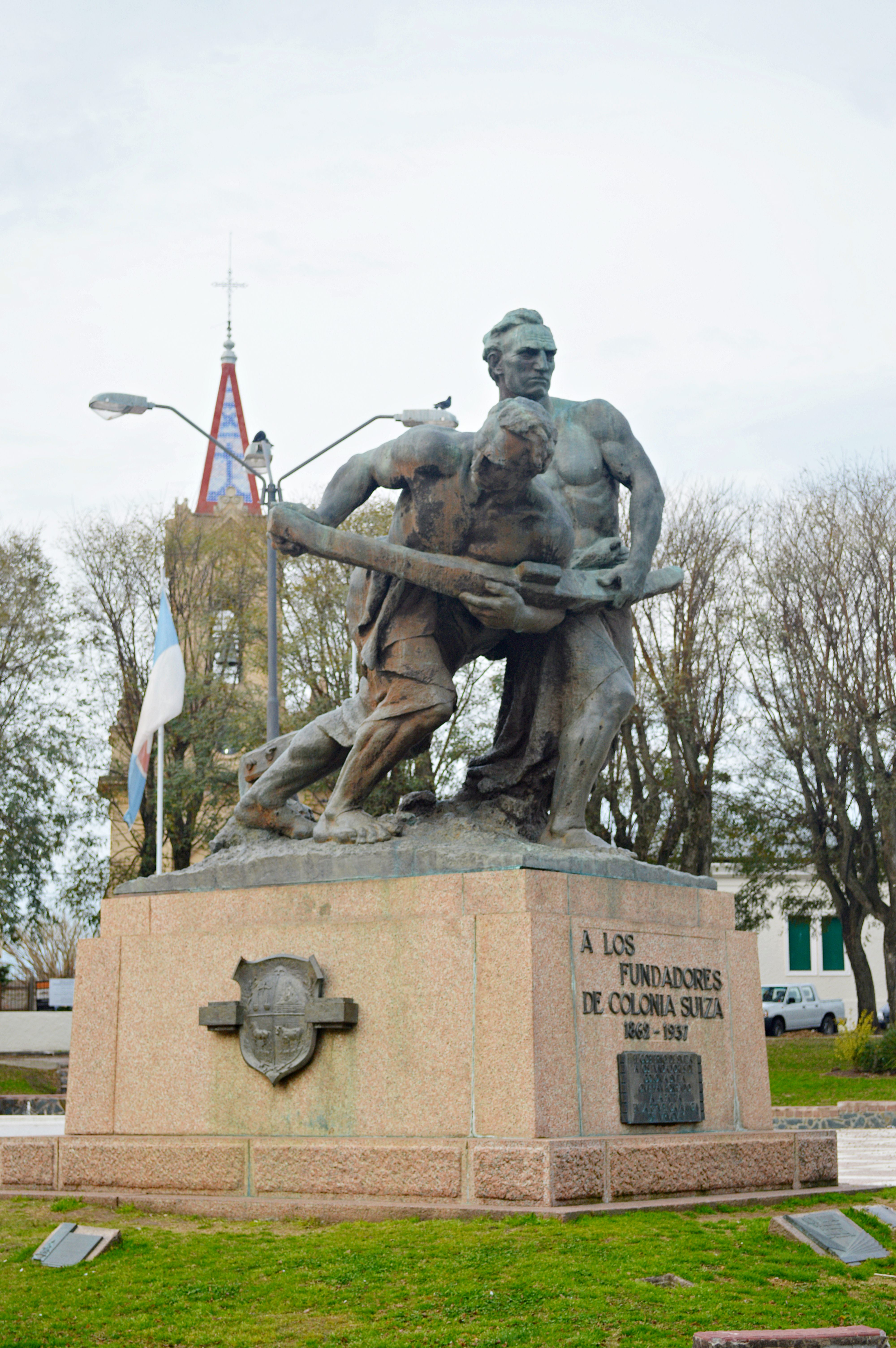
Nueva Helvecia.

Colonia del Sacramento es el puerto activo más importante del departamento, y uno de los más influyentes en el estuario del Plata. Otras localidades que le secundan son: Carmelo (posee astilleros sobre el arroyo de Las Vacas), Juan Lacaze (puerto industrial), Nueva Helvecia o Colonia Suiza, Rosario, Nueva Palmira y Colonia Valdense.

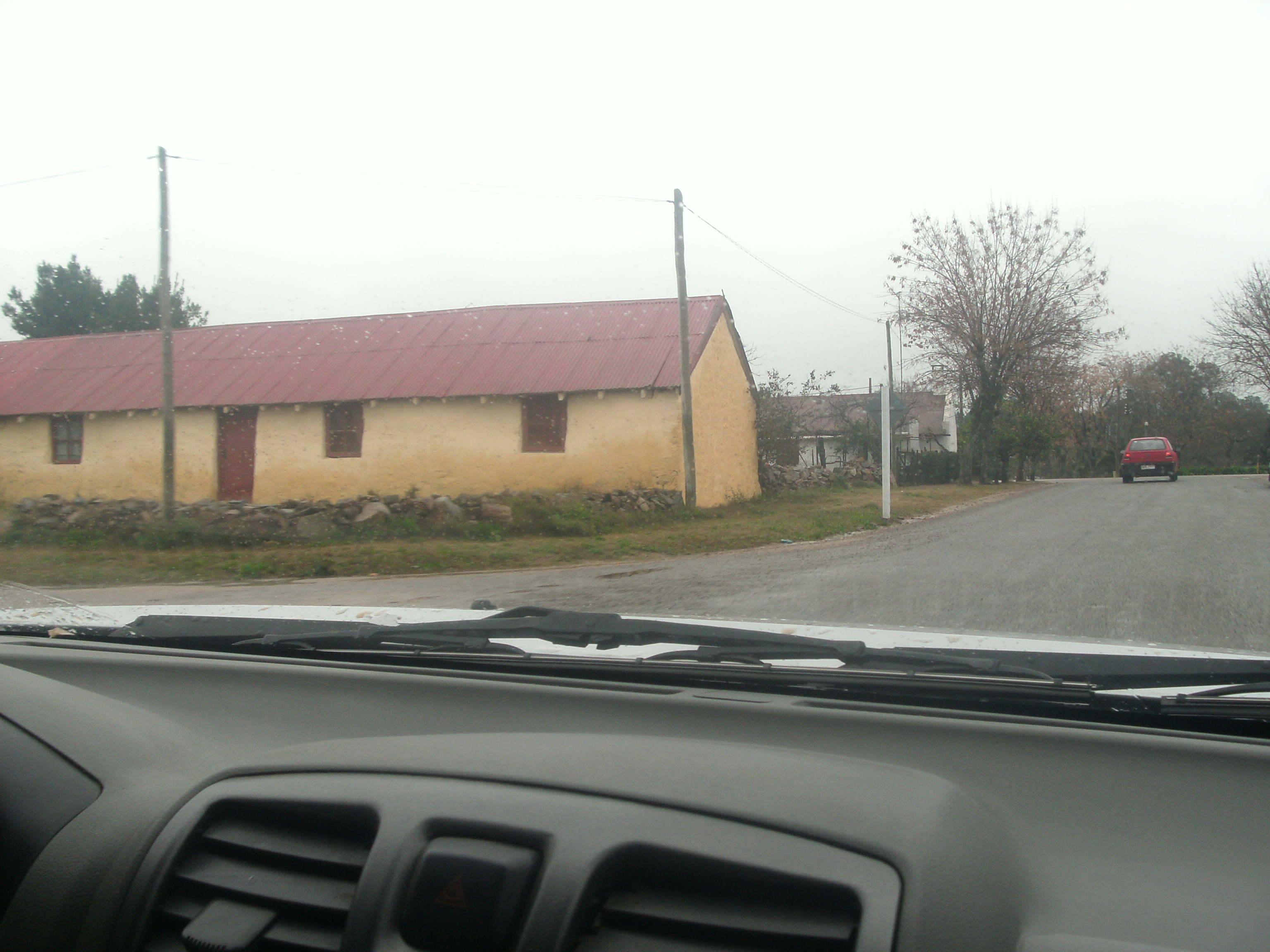
Pueblo de Conchillas en Colonia, Uruguay.

A continuación se ofrece una lista de aquellas ciudades o pueblos con una población superior a los 1000 habitantes según el censo de 2023, a menos que se especifique otra fecha:
| Ciudad/Pueblo          | Población |
| ---------------------- | --------- |
| Colonia del Sacramento | 32 174    |
| Carmelo                | 19 915    |
| Juan Lacaze            | 12 397    |
| Nueva Helvecia         | 11 740    |
| Nueva Palmira          | 10 775    |
| Rosario                | 10 584    |
| Tarariras              | 7 269     |
| Colonia Valdense       | 4 135     |
| Florencio Sánchez      | 3 879     |
| Ombúes de Lavalle      | 3 665     |

Otras localidades con menos de 1000 habitantes son:
| - Miguelete (975 hab.) - La Paz (592 hab.) - Santa Ana (573 hab.) - Conchillas (545 hab.) - El Semillero (538 hab.) - Cufré (390 hab.) - Campana (380 hab.) - Radial Hernández (293 hab.) - Gil (284 hab.) - Estanzuela (249 hab.) - Cerro Carmelo (222 hab.) - Los Pinos (193 hab.) - Caserío El Cerro (168 hab.) - Barker (158 hab.) | - Riachuelo (138 hab.) - Laguna de los Patos (136 hab.) - Minuano (120 hab.) - Arrivillaga (112 hab.) - Britópolis (107 hab.) - La Horqueta (100 hab.) - Juan Carlos Caseros (85 hab.) - Zagarzazú (96 hab.) - Fomento (84 hab.) - Paso Antolín (78 hab.) - Artilleros (73 hab.) - San Pedro (73 hab.) - Colonia Cosmopolita (73 hab.) - Blancarena (69 hab.) | - Puerto Inglés (60 hab.) - Los Cerros de San Juan (60 hab.) - Chico Torino (61 hab.) - El Quintón (56 hab.) - Santa Regina (52 hab.) - Playa Parant (45 hab.) - Brisas del Plata (27 hab.) - Playa Azul (25 hab.) - El Ensueño (19 hab.) - Boca del Rosario (12 hab.) - El Faro (9 hab.) |